# Vicente Rufino Casares
Vicente Rufino Casares (Buenos Aires, 28 de febrero de 1882-ibídem, 14 de diciembre de 1957) fue un empresario argentino, que se desempeñó como presidente del Banco Central de la República Argentina durante la presidencia de Edelmiro J. Farrell. En el plano empresarial, fue director de La Martona, empresa láctea propiedad de su familia.

## Biografía
Su padre fue Vicente Casares, importante empresario lácteo de Cañuelas. Previamente a su designación como presidente del Banco Central, fue director de Yacimientos Petrolíferos Fiscales, presidente del Banco de la Provincia de Buenos Aires.
En el plano empresarial, fue el responsable del crecimiento de la empresa que heredó de su padre, y de la cual debió hacerse cargo a su muerte en 1910. Los cambios introducidos por él en la empresa, ayudado por la emergencia de la introducción del ferrocarril en Argentina, permitían llevar leche fresca desde la planta de Cañuelas a Buenos Aires en dos horas, una novedad para la época. Por otra parte, la leche era comercializada en locales art nouveau, con barras de mármol, que se hicieron muy populares entre los porteños.
Se venía desempeñando como director del Banco Central durante la gestión de Ernesto Bosch, a quien debió reemplazar. Su gestión al frente del BCRA fue breve, duró casi cuatro meses, entre el 24 de septiembre de 1945 y 6 de diciembre de 1945. Fue reemplazado por Emilio Florencio Cárdenas.
Se casó con Silvia García Victorica, con quien tuvo tres hijos. Sus restos se encuentran sepultados en el cementerio de la Recoleta.